# Dalyellia microphthalma
Dalyellia microphthalma is een platworm (Platyhelminthes). De worm is tweeslachtig. De soort leeft in of nabij zoet water.
Het geslacht Dalyellia, waarin de platworm wordt geplaatst, wordt tot de familie Dalyelliidae gerekend. De wetenschappelijke naam van de soort werd voor het eerst geldig gepubliceerd in 1895 door Vejdovsky.